# Mónica Fernández Balboa
Mónica Fernández Balboa (Teapa, Tabasco; 4 de julio de 1966) es una política y arquitecta mexicana, perteneciente al Movimiento Regeneración Nacional. Es la directora del Instituto para Devolver al Pueblo lo Robado de México (INDEP) desde el 1 de octubre de 2024.
Del 2006 al 2009 fue diputada federal y del 2018 y hasta el 2024 se desempeñó como Senadora del Congreso de la Unión por Tabasco. Del 2019 al 2020 fungió como Presidenta del Senado.

## Estudios y carrera profesional
Mónica Fernández Balboa es arquitecta egresada de la Universidad Autónoma de Guadalajara[cita requerida], donde cursó dicha carrera de 1984 a 1989, tiene además estudios de Lengua y Civilización Francesa e Historia del Arte en la Universidad de La Sorbonne de París[cita requerida], y diplomados en Administración Pública[cita requerida], Ética Política[cita requerida], Alta Dirección Administrativa[cita requerida], Desarrollo Humano y Valores[cita requerida], y en Imagen Urbana[cita requerida].
Ejerció su carrera profesional como dibujante, residente y supervisora de obra y gerente de diseño. Desde 2014 se encuentra casada con Carlos Rojas Gutiérrez, quien fue secretario de Desarrollo Social en los gobiernos de Carlos Salinas de Gortari y Ernesto Zedillo.

## Carrera política
En 1992 inició su carrera política como jefe de departamento de Operaciones en la Secretaría de Turismo de Tabasco y en 1995 fue coordinadora de Información Político-Electoral en el Instituto Electoral de Chiapas. De 1995 a 2000 se desempeñó en la Secretaría de Gobernación como secretaria técnica de la Dirección General de Apoyo a Instituciones Políticas, Sociales y Civiles de la subsecretaría de Desarrollo Político y como asesora de la subsecretaría de Gobierno. 
En 2000 se integró al gobierno de Tlaxcala en encabezado por Alfonso Sánchez Anaya, donde fue coordinadora general de Comunicación Social y Relaciones Públicas de 2001 a 2001 y representante de gobierno del estado en la Ciudad de México de 2001 hasta el término de la administración en 2005. Entonces militaba en el Partido de la Revolución Democrática en donde fue secretaria técnica de la Asociación Nacional de Gobernadores del PRD, coordinadora regional de la campaña por la presidencia del CEN del Partido y coordinadora de asesores del presidente del PRD Leonel Cota Montaño.
En 2006 fue elegida diputada federal por el Distrito 6 de Tabasco a la LX Legislatura de ese año al de 2009. Ahí fue secretaria de la comisión de Puntos Constitucionales; e integrante de las comisiones de Energía; de Fortalecimiento al Federalismo; Especial para la Reforma del Estado; y, Especial encargada de vigilar el uso de los recursos públicos federales, estatales y municipales en el proceso electoral 2009.
Tras concluir su cargo legislativo, de 2010 a 2011 fue asesora en la jefatura de gobierno del Distrito Federal y en 2013 el gobernador de Tabasco, Arturo Núñez Jiménez, la nombró secretaria de Desarrollo Social del estado, cargo en el que permaneció hasta su renuncia el 19 de febrero de 2014, en la que argumentó se debía a motivos personales. Tras ello, renunció a su militancia al PRD y se integró en Morena, donde en 2017 fue coordinadora de organización en Tabasco.
En 2018, postulada por la coalición Juntos Haremos Historia, fue elegida senadora por el estado de Tabasco en primera fórmula, para el periodo de ese año al de 2024, durante el año de 2018 fue secretaria y vicepresidente de la mesa directiva del Senado. El 19 de agosto de 2019 el grupo parlamentario de Morena, con asistencia de los senadores del antiguo Partido Encuentro Social, la eligieron como candidata del grupo a la presidencia del Senado, para el periodo legislativo a iniciar el 1 de septiembre de ese año. Su elección supuso la denuncia por parte de quien la antecedió en el cargo y aspiraba a la reelección, Martí Batres Guadarrama, de una operación política en su contra por parte del líder de la bancada, Ricardo Monreal Ávila; quien rechazó dichos señalamientos y emplazó a denunciarlos formalmente.
El 31 de agosto fue electa para el cargo, asumiendo a partir del 1 de septiembre.

## Controversias

### Votación Interna Grupo Parlamentario de Morena
Antes de iniciar el segundo año de sesiones de la LXIV Legislatura del Congreso de la Unión de México, el Grupo Parlamentario de Morena organizó una votación interna, mediante la cual fijarían un candidato a presidir la Mesa Directiva del Senado de la República, por un lado Martí Batres buscaba reelegirse para este cargo y por otro el grupo del Ricardo Monreal Ávila buscaba hacerse de este puesto. 
La elección se llevó a cabo el 19 de agosto de 2019, dando comienzo a las 9 de la mañana, durante la primera votación los integrantes del grupo parlamentario fueron cuestionados sobre se debía mantener o la entonces Mesa Directiva precedida por Martí Batres, el resultado fue 33 votos a favor de un cambio y 29 por la continuación. 
Con el argumento de que la Mesa Directiva debía ser rotativa para fomentar la equidad de género, aparecieron cuatro candidatas a presidir la Mesa Directiva Marybel Villegas Canché, Ana Lilia Rivera Rivera, Imelda Castro Castro y la misma Mónica Fernández, Posteriormente durante el proceso de selección todas las candidatas declinaron a favor de Mónica Fernández. 
Tras enterarse de los resultados, Martí Batres desconoció los resultados argumentado vía Twitter que en un principio la reunión estaba pactada exclusivamente para legisladores de Morena y en último momento se decidió incluir de manera selectiva a las legisladoras del Partido Encuentro Social, cuyos votos, según Batres fueron esenciales para que ganara el cambio de Mesa Directiva, sin que se dejara votar a los legisladores del Partido del Trabajo.
Por su parte la entonces presidente nacional de Morena (partido político), Yeidckol Polevnsky calificó de vergonzoso el procedimiento En el mismo sentido la Comisión Nacional de Honor y Justicia de Morena resolvió invalidar el proceso de selección.

### Comisión Nacional de Derechos Humanos
Durante el proceso de selección de la persona titular de la Comisión Nacional de los Derechos Humanos la oposición reclamó irregularidades en la Mesa Directiva que ella presidía.
El 11 de noviembre de 2019, se llevaba a cabo la tercera votación para nombrar a la persona titular de la CNDH, tras dos votaciones donde ninguno de los candidatos alcanzara la votación requerida (dos terceras partes de los miembros de la Cámara presentes), si tras la tercera votación ninguno resultaba electo sería necesario enviar otra terna donde no figurara el nombre de los entonces integrantes de la terna.
Los integrantes eran: Arturo Peimbert Calvo, José de Jesús Orozco Henríquez y Rosario Piedra Ibarra esta última a fin al partido gobernante Morena, ya que fungía Secretaria de Derechos Humanos del CEN del partido, recientemente haber recibido en nombre de su madre Rosario Ibarra de Piedra la medalla Belisario Domínguez de las manos del Presidente Andrés Manuel López Obrador  y de haber candidata a una diputación federal por Morena (partido político) en las elecciones del año 2018.
El bloque de oposición integrado por Senadores del Partido Acción Nacional, Partido de la Revolución Democrática, Partido Revolucionario Institucional y Movimiento Ciudadano mostraron su desaprobación a la candidata Rosario Piedra desde el proceso de selección en comisiones, cuestionando su idoneidad para ocupar el cargo y su objetividad al demostrar demasiada afinidad para con un partido político.
Tras dos votaciones, de que ningún candidato lograse obtener la votación calificada, en la tercera votación Rosario Piedra lo consiguió. 
La oposición acusó de fraude, argumentando que al momento del conteo de votos habían desaparecido dos cédulas (supuestamente de la oposición) ya que el número de votos era menor al número de legisladores presentes y gracias a esto el número de votos para la mayoría calificada era menor.
Durante la siguiente sesión del Senado, se presentaron 5 mociones para repetir la tercera votación, sin embargo fueron desechadas por el bloque de Morena (partido político), Partido Encuentro Social, Partido del Trabajo y Partido Verde Ecologista de México, finalmente Rosario Piedra fue nombrada como Presidente de la CNDH en medio de empujones y desorden.